# AOC International
AOC International, più nota semplicemente come AOC, è un marchio taiwanese di elettronica di consumo, dal 1987 di proprietà della holding TPV Technology Limited di Hong Kong.

## Storia
Nel 1934 Ross Siragusa fonda la Continental Radio and Television Corporation in Chicago, Illinois; in seguito il nome verrà cambiato in Admiral Corporation. Nel 1947 la Admiral Corporation e il proprio brand si sono affermati negli United States: è una delle prime aziende a produrre televisori a colori.
Viene fondata quindi a Taipei nel 1967 come Admiral Overseas Corporation, filiale commerciale e industriale taiwanese della statunitense Admiral Corporation. Nel 1978 assume l'attuale denominazione AOC International, e l'anno dopo lancia il marchio AOC. Entro il 1982 il marchio AOC è stato registrato in tutto il mondo.
A partire dalla fine degli anni ottanta avvia un processo di espansione internazionale, e crea numerose filiali negli Stati Uniti, in Cina, in Europa e in Brasile. Attualmente conta oltre 40 filiali commerciali in tutto il mondo e 9 stabilimenti produttivi (5 in Cina, 2 in Brasile, 1 in Messico ed 1 in Polonia).

## Generalità
Con il marchio AOC vengono prodotti e commercializzati monitor LCD per computer e televisori LCD e LED.
La TPV Technology Limited, proprietaria del brand, è il più grande produttore mondiale di monitor per computer e detiene una quota di mercato del 30% ed una quota mondiale del 6% dei televisori LCD prodotti . La TPV produce anche per conto terzi e di importanti aziende come Philips e Sony.